# Zeaglophus
Zeaglophus is een geslacht van kevers uit de familie  
kniptorren (Elateridae).
Het geslacht is voor het eerst wetenschappelijk beschreven in 1895 door Broun.

## Soorten
Het geslacht omvat de volgende soort:
- Zeaglophus pilicornis Broun, 1895